# Новаретти, Диего
Диего Мартин Новаретти (исп. Diego Martín Novaretti; родился 9 мая 1985 года в Ла-Палестина, Хенераль-Сан-Мартин, Кордова) — аргентинский футболист, защитник клуба «Бельграно».

## Клубная карьера
Новаретти — воспитанник клуба «Бельграно». В 2003 году он дебютировал за основной состав клуба. За «Бельграно» Диего отыграл шесть сезонов и провёл более 100 матчей за клуб. В 2009 году Новаретти перешёл в мексиканскую «Толуку». 6 сентября в матче против «Монаркас Морелия» он дебютировал в мексиканской Примере. 4 апреля 2010 года в поединке против «Эстудиантес Текос» Диего забил свой первый гол за «Толуку». В своём первом же сезоне Новаретти стал чемпионом Мексики.
Летом 2013 года после окончания контракта он перешёл в римский «Лацио». 25 августа в матче против «Удинезе» Диего дебютировал в итальянской Серии A. В 2015 году он помог «Лацио» выйти в финал Кубка Италии.
Летом 2015 года Новаретти вернулся в Мексику, заключив соглашение с клубом «Леон». 31 января 2016 года в матче против УАНЛ Тигрес он забил свой первый гол за новую команду. В начале 2018 года Новаретти на правах аренды перешёл в «Керетаро». 8 января в матче против столичной «Америки» он дебютировал за новую команду. 18 марта в поединке против «Монтеррей» Диего забил свой первый гол за «Керетаро». По окончании сезона клуб выкупил трансфер Новаретти.

## Достижения
Командные
 «Толука»
- Чемпионат Мексики по футболу — Бисентенарио 2010